# Bistum San Lorenzo
Das Bistum San Lorenzo (lat.: Dioecesis Sancti Laurentii, span.: Diócesis de San Lorenzo) ist eine in Paraguay gelegene römisch-katholische Diözese mit Sitz in San Lorenzo.

## Geschichte
Das Bistum San Lorenzo wurde am 18. Mai 2000 durch Papst Johannes Paul II. aus Gebietsabtretungen des Erzbistums Asunción errichtet und diesem als Suffraganbistum unterstellt.

## Bischöfe von San Lorenzo
- Adalberto Martínez Flores, 2000–2007, dann Bischof von San Pedro
- Sebelio Peralta Álvarez, 2008–2014
- Joaquín Hermes Robledo Romero, seit 2015